# Liste der in der NS-Zeit verfolgten und vertriebenen Wissenschaftler der Naturwissenschaftlichen Fakultät der Goethe-Universität
Die Liste der in der NS-Zeit verfolgten und vertriebenen Wissenschaftler der Naturwissenschaftlichen Fakultät der Goethe-Universität umfasst die NS-Opfer an der neben „der Medizin wichtigste[n] Fakultät der Universität“, die „durch den Verlust jüdischer Mitglieder schwere Einbußen hinzunehmen“ hatte.

## Das Schicksal jüdischer und/oder politisch missliebiger Wissenschaftler
Zum Hintergrund der Verfolgungen und Vertreibungen sowie zu deren administrativen Absicherungen siehe:

## Kurzbiographien
Für die folgenden Naturwissenschaftler der Goethe-Universität liegen Kenntnisse über ihre Verfolgung durch die Nationalsozialisten vor:
- Samson Breuer – Max Dehn – Paul Epstein – Karl Fleischer – Gottfried Fraenkel – Walter Fraenkel – Friedrich Hahn – Ernst Hellinger – Erich Heymann – Cornelius Lanczos – Fritz Mayer – Karl Wilhelm Meissner – Ruth Moufang – Ernst Pringsheim – Georg Sachs – Arnold Salomon – Theodor Schneider – Edmund Speyer – Otto Szász – Julius von Braun – Franz Weidenreich

In der Regel stehen alle diese Namen nur für die Professorenschaft der Fakultät. Anders als für die Medizinische Fakultät, gibt es bislang keine Untersuchungen über die verfolgten und vertriebenen Mitarbeiterinnen und Mitarbeiter aus der zweiten Reihe, die Assistenten oder Labormitarbeiterinnen.
Soweit nachfolgend keine anderen Quellen benannt sind, beruhen die Grundinformationen auf dem Buch Die Juden der Frankfurter Universität von Renate Heuer und Siegbert Wolf.
| Name                   | gelebt von/bis                         | Status bei der Entfernung aus der Universität | Entlassung und Entlassungsgründe | unmittelbare und mittelbare Folgen der Entlassung | Folgen und Entwicklungen ab 1945 |
| Samson Breuer          | 1891 – 1974                            | Der 1915 in Frankfurt promovierte und 1921 an der TH Karlsruhe habilitierte Breuer war seit 1921 Privatdozent und von 1925 bis 1933 nichtbeamteter ao. Professor in Karlsruhe. Von 1928 bis 1933 war er zugleich Lehrbeauftragter für Versicherungsmathematik in Frankfurt. | 1933 Entlassung in Karlsruhe und Entzug der Lehrbefugnis in Frankfurt nach § 3 Gesetzes zur Wiederherstellung des Berufsbeamtentums (BBG). | Im August 1933 emigrierte Breuer nach Palästina. Im Hessischen Hauptstaatsarchiv befindet sich eine Akte, aus der hervorgeht, dass sich Breuer 1938/39 um die Exhumierung und Überführung der Leiche seiner 1927 verstorbenen Frau Else (geborene Fränkel) aus Deutschland nach Jerusalem bemühte. Breuer selber war in Palästina von 1934 bis 1948 als Versicherungsmathematiker tätig. | Nach der Unabhängigkeit Israels trat Breuer in den Regierungsdienst ein und war bis 1954 Direktor der Versicherungsabteilung im israelischen Finanzministerium. Von 1955 bis 1966 wirkte er als Aktuar des Nationalen Versicherungsinstituts in Jerusalem. |
| Max Dehn               | 1878 – 1952                            | Seit 1921 ordentlicher Professor für Reine und angewandte Mathematik und Direktor des Mathematischen Seminars | 1935 Entpflichtung nach § 6 BBG | 1935–1938 Vorlesungen an verschiedenen europäischen Universitäten; 1938 nach der Pogromnacht verhaftet. Nach der Haftentlassung fand Dehn Asyl bei Willy Hartner in Bad Homburg vor der Höhe. 1939 konnte er nach Norwegen emigrieren und später in die USA. | Seine letzte berufliche Station in den USA war eine Professur am Black Mountain College; hier wurde er 1952 emeritiert. Im Hessischen Hauptstaatsarchiv gibt es mehrere Akten zu Max Dehn, darunter auch eine über ein in den frühen 1950er Jahren eingeleitetes Wiedergutmachungsverfahren. |
| Paul Epstein           | 1871 – 1939                            | Der ehemalige Privatdozent an der Universität in Straßburg musste nach dem Ende des Ersten Weltkriegs Frankreich verlassen und lehrte ab 1919 als Privatdozent und ab 1921 als nichtbeamteter ao. Professor bis 1935 Geschichte der Mathematik in Frankfurt. | Epstein verzichtete Ende 1935 auf die Lehrbefugnis, um dem Rausschmiss durch die Machthaber zuvorzukommen. | Nach einer Vorladung durch die Gestapo wählte Epstein 1939 den Freitod. | |
| Karl Fleischer         | * 3. Januar 1886 – † 25. November 1941 | Über den in Proßnitz geborenen und im Vorlesungsverzeichnis als Chemiker und Privatdozenten geführten Fleischer ist wenig bekannt. | Nach Grüttner/Kinas war er evangelisch, verzichtete aber 1933 als „Nichtarier“ auf seine Lehrbefugnis. | Über Fleischers Leben nach dem Ausscheiden aus der Universität gibt es kaum Informationen. Eine Karteikarte in den Arolsen Archives nennt die Liebigstraße 23 im Frankfurter Westend als seine vermutlich letzte Adresse, Angehörige seien unbekannt. Nach dem Gedenkbuch für die verfolgten Juden wurde Karl Fleischer am 22. November 1941 von Frankfurt aus nach Kowno (Fort IX) deportiert und dort am 25. November 1941 ermordet. Karl Fleischer war somit unfreiwilliger Teilnehmer des 3. Deportationszuges aus Frankfurt. Insgesamt befanden sich 992 Personen aus Frankfurt auf diesem Transport; sie wurden ohne jegliche Ausnahme im Fort IX erschossen. | |
| Gottfried Fraenkel     | 1901 – 1984                            | Fraenkel war seit dem Sommersemester 1931 wissenschaftlicher Mitarbeiter am Zoologischen Institut und ab 1931 Privatdozent für Zoologie und vergleichende Physiologie. | 1933 Entzug der Lehrbefugnis nach § 3 BBG. | Fraenkel emigrierte noch 1933 nach Großbritannien und wurde wissenschaftlicher Mitarbeiter an einem Universitäts-College in London. | 1948 übersiedelte Fraenkel in die USA, wo er bis zu seiner Emeritierung im Jahre 1973 als Professor für Entomologie an der University of Illinois lehrte. Fraenkel war 1954 in den Vereinigten Staaten eingebürgert worden. Im Hessischen Hauptstaatsarchiv in Wiesbaden gibt es über ihn eine Wiedergutmachungsakte und eine Fallakte über ein gerichtliches Entschädigungsverfahren; beide Verfahren waren in der zweiten Hälfte der 1950er Jahre eingeleitet worden, wobei die Akte zu dem Entschädigungsverfahren darauf schließen lässt, dass Fraenkel seine Ansprüche juristisch durchsetzen musste.                                                                                                |
| Walter Fraenkel        | 1879 – 1945                            | Fraenkel war seit 1917 Privatdozent für Physikalische Chemie und bekam 1919 den Titel Professor verliehen. Ab 1921 war er außerordentlicher, nicht im Beamtenverhältnis stehender Professor | 1933 Entzug der Lehrbefugnis nach § 3 BBG. | 1939 Emigration nach Großbritannien, 1940 in die USA. Nach Auskunft seiner Tochter war der Emigration in oder um 1938 eine Inhaftierung in einem Konzentrationslager vorausgegangen. | Walter Fraenkel verstarb am 14. Juli 1945 in Perth Amboy (New Jersey). Vermutlich seine Frau Lili (geborene Baer; * 21. September 1884 in Frankfurt am Main; † 1. März 1979 in Westfield (New Jersey)) und die gemeinsame Tochter Elisabeth (* 3. August 1922 in Frankfurt) leiteten zu Beginn der 1950er Jahre ein Wiedergutmachungsverfahren ein. Erfolgreich war die Tochter auch in Verfahren um jüdische Vermögen bei Schweizer Banken, die sie mit Unterstützung des Claims Resolution Tribunal (CRT) 2002 und 2004 abschließen konnte. |
| Friedrich Hahn         | 1888 – 1975                            | Hahn war seit 1913 Assistent an Vorgängereinrichtungen der Universität, ab 1917 dann Privatdozent und ab 1922 außerordentlicher, nicht im Beamtenverhältnis stehender Professor | 1933 Entzug der Lehrbefugnis nach § 3 BBG. | Hahn emigrierte 1933 nach Frankreich und war bis 1935 Gastprofessor an der Sorbonne. 1935–1942 Professor für Chemie in Ecuador und von 1942 bis 1945 in Guatemala-Stadt. | Von 1945 bis 1949 Leiter eines Laboratoriums in Mexiko und ab 1948 dort Professor für Chemie, 1951 emeritiert. Seit 1950 lief in Hessen ein Wiedergutmachungsverfahren, das auch die Grundlage für Versorgungsbezüge seiner Witwe Gertrude (1895–1987) begründete. |
| Ernst Hellinger        | 1883 – 1950                            | Hellinger war seit 1914 ao. Professor für Reine und angewandte Mathematik und ab 1920 ordentlicher Professor und Direktor des Mathematischen Seminars. | Aufgrund des Frontkämpferprivilegs wurde Hellinger 1933 noch nicht entlassen 1935 nach den §§ 3 und 4 BBG in den Ruhestand versetzt. | In der Folge des Pogroms am 10. November 1938 verhaftet und für sechs Wochen im KZ Dachau interniert. Im Februar 1939 Emigration in die USA und dort Stellen in Evanston (Illinois) und am Black Mountain College. Hellingers Position in Evanston war während des Krieges sehr unsicher, da er nur auf ein Jahr befristete Verträge erhielt. 1944 erwarb er die amerikanische Staatsbürgerschaft. | Hellinger arbeitete bis zu seinem Ruhestand im Jahre 1949 in Evanston. Da er nur eine kleine Rente bekam, nahm er nach seiner Pensionierung eine Stelle am Illinois Institute of Technology in Chicago an. Hellinger erkrankte jedoch im November 1949 an Krebs und starb einige Monate später. 1950 wurde ein Wiedergutmachungsverfahren für den ledigen und kinderlosen Hellinger eingeleitet, vermutlich von seiner Schwester Hanna H. Meissner (siehe unten: Karl Wilhelm Meissner). |
| Erich Heymann          | 1901 – 1949                            | Der Chemiker Heymann war seit 1924 Assistent und wurde nach seiner Habilitation am 18. Februar 1933 zum Privatdozenten ernannt. | 1933 Entzug der Lehrbefugnis nach § 3 BBG. | Heymann emigrierte nach London und arbeitete fast drei Jahre lang an einem Universitäts-College für Anorganische und Physikalische Chemie, bevor er mit einem vom Academic Assistance Council vermittelten Stipendium im Juni 1936 an die Universität Melbourne kam. Schwerpunkte seiner Arbeit waren die Kolloid- und Oberflächenchemie, auf der er eine erfolgreiche Universitätskarriere aufbauen konnte, die ihm auch akademische Auszeichnungen einbrachte. | Heymann starb während einer Reise durch die USA am 22. November 1949 in Chicago. Zu seinem Andenken hat das Royal Australian Chemical Institute (RACI) 1986 die von ihm vergebene Medaille für angewandte Forschung nach Heymann benannt. |
| Cornelius Lanczos      | 1893 – 1974                            | Lanczos arbeitete von 1924 bis 1932 als wissenschaftlicher Assistent am Institut für Theoretische Physik und wurde hier 1926 zum Privatdozenten ernannt. Nach Lehrstuhlvertretungen und Gastvorlesungen außerhalb Frankfurts wurde er hier 1932 zum nichtbeamteten ao. Professor berufen. | Da er nach der Machtergreifung seine bevorstehende Entlassung befürchtete, kam er dem am 25. April 1933 durch ein Gesuch zuvor, in dem er von sich aus um die Rücknahme seiner Berufung nachsuchte. | Lanczos emigrierte 1933 in die USA und war von 1933 bis 1947 Professor an der Purdue University. | Von 1947 bis 1952 arbeitete er für verschiedene Industriekonzerne, bevor er nach einer Gastprofessur in Dublin dort von 1954 bis 1968 als Professor wirkte. Nach Heuer/Wolf wurde Lanczos 1971 durch einen Wiedergutmachungsbescheid der Status eines emeritierten ordentlichen Professors der Universität Frankfurt zuerkannt. Worauf dieser Bescheid beruht, ist unklar: Im Archivinformationssystem Hessen werden zwar Lanczos-Akten aus dem Archiv der Goethe-Universität für die Jahre 1959–1972 und 1969–1974 aufgeführt, aber keine förmliche Wiedergutmachungsakte. 1972 wurde Lanczos der bereits zwei Ehrendoktorate aus Irland besaß, zum Dr. phil. nat. h. c. der Goethe-Universität ernannt. |
| Fritz Mayer            | 1876 – 1940                            | Der Chemiker Mayer war seit 1909 Privatdozent an einer Vorgängereinrichtung der Universität, bekam 1915 den Titel Professor verliehen und wurde 1919 zum ao. Professor berufen. | 1933 Entzug der Lehrbefugnis nach § 3 BBG. | Der Zeitpunkt seiner Emigration nach London ist nicht bekannt. Er suchte hier nach übereinstimmenden Quellen am 2. Juli 1940 den Freitod; ein Grabstein für ihn befindet sich allerdings auf dem Jüdischen Friedhof in Mainz. | In der Beethovenstraße 33 im Frankfurter Westend erinnert ein Stolperstein an Fritz Mayer. |
| Karl Wilhelm Meissner  | 1891 – 1959                            | Meissner wurde 1925, von der Universität Zürich kommend, nichtbeamteter ao. Professor und 1928 ordentlicher Professor für Astronomie, Astrophysik und Experimentalphysik. Parallel dazu wurde er Direktor der Universitätssternwarte, 1930/31 war er Dekan der Naturwissenschaftlichen Fakultät und wurde dann 1932 zum ordentlichen Professor für Experimentalphysik berufen und Direktor des Physikalischen Instituts Daneben war er auch Lehrstuhlvertreter für Astronomie.                           | 1937 wurde Meissner, der seit 1919 mit der Physikerin Ida B. Kohn verheiratet war, wegen der „Ehe mit einer Jüdin“ in den Ruhestand versetzt. (§ 6 BBG) | 1938 emigrierte das Ehepaar in die USA, wo die an Krebs erkrankte Ida Meissner 1939 verstarb. Karl Meissner war seit 1938 Mitarbeiter am Worcester Polytechnic Institute im Massachusetts und ab 1941 Mitarbeiter im Department of Physics der Purdue University in West Lafayette, Indiana. Nach seiner Einbürgerung wurde er vom Visiting Professor zum ordentlichen Professor befördert und Leiter eines Laboratoriums. 1942 heiratete Meissner in zweiter Ehe Hanna Hellinger (1895–1989), die Schwester von Ernst Hellinger und seit 1943 Professorin für Soziologie an der Purdue University.                                                                 | Meissner starb am 13. April 1959 „auf hoher See, an Bord SS. Ivernia“ während einer Überfahrt nach Europa. |
| Ruth Moufang           | 1905 – 1977                            | Ruth Moufang war 1930 in Frankfurt promoviert worden. Nach einem Studienaufenthalt in Rom und einem Lehrauftrag in Königsberg kehrte sie im Herbst 1933 nach Frankfurt zurück und übernahm hier Lehraufträge. 1936 wurde sie in Frankfurt als dritte Frau in Deutschland im Fach Mathematik habilitiert. | Als Frau wurde Moufang die Venia Legendi verweigert, da „dem weiblichen Dozenten künftig die Voraussetzung für eine ersprießliche Tätigkeit“ fehlt. | Moufang arbeitete von 1937 bis zum Ende des Naziregimes 1945 in einem Forschungsinstitut der Firma Krupp. | Am 26. September 1946 erhielt Ruth Moufang in Frankfurt ihre Venia Legendi und begann ihre Hochschullaufbahn als Lehrbeauftragte. Nach der kommissarischen Wahrnehmung eines Extraordinariats wurde sie im Dezember 1947 ohne entsprechende Bezüge zur ao. Professorin ernannt. Im Juni 1951 wurde sie förmlich auf ein Extraordinariat berufen und war damit die erste Frau in Deutschland auf einer beamteten Professur für Mathematik. Im Februar 1957 wurde sie dann als ordentliche Professorin auf den Lehrstuhl für Mathematik berufen. Ruth Moufang lehrte an der Johann Wolfgang Goethe-Universität bis zu ihrer Emeritierung im Jahr 1970.                                                      |
| Ernst Georg Pringsheim | 1881 – 1970                            | Der seit 1924 in Prag als Professor tätige Pringsheim erhielt im Dezember 1929 einen Ruf auf den Lehrstuhl für Botanik in Frankfurt. | Nach der nationalsozialistischen Machtergreifung wurde Pringsheim die Ernennung verweigert. Er wurde zwar im Vorlesungsverzeichnis für das Sommersemester 1933 noch als ordentlicher Professor aufgeführt, doch tatsächlich durfte er aus sogenannten rassischen Gründen seinen Dienst in Frankfurt nicht antreten. | Pringsheim konnte offenbar auf seine Prager Stelle zurückkehren, wurde aber vor Weihnachten 1938 von den tschechischen Behörden entlassen. Zusammen mit seiner zweiten Frau Olga (geborene Zimmermann, *1902) und dem gemeinsamen Sohn Wolfgang (* 1936) emigrierte er 1939 nach London, wo er sofort eine Stelle an der University of Cambridge erhielt. | Im April 1946 wurde Pringsheim britischer Staatsbürger, 1951 ging er in den Ruhestand. 1953 kehrte Pringsheim nach Deutschland zurück und wurde Honorarprofessor in Göttingen. |
| Georg Sachs            | 1896 – 1960                            | Der 1926 an der TH Berlin in Metallurgie habilitierte Sachs war vom 1. Oktober 1930 bis 1934 Leiter des Metall-Labors der Metallgesellschaft in Frankfurt und ab 1931 nichtbeamteter ao. Professor für Metallphysik. | Der in Moskau geborene Sachs wurde im November 1935 nach dem kurz zuvor verabschiedeten Reichsbürgergesetz beurlaubt. 1936 wurde ihm die Lehrbefugnis entzogen. | 1939–1948 Research-Professor am Case Institute of Technology. | 1948–1949 Direktor eines Labors in Indien und im Anschluss dann Direktor der Metal Research Association in Cleveland (Ohio). 1952 Berufung zum ordentlichen Professor an der Syracuse University. Sachs hat nach 1950 zahlreiche deutsche Auszeichnungen erhalten, so 1958 die Ernennung zum Ehrensenator der TU Berlin und die Verleihung des Ehrendoktors von der Bergakademie Clausthal. |
| Arnold Salomon         | 1903 – 1971                            | Der promovierte Chemiker Salomon war seit 1928 außerplanmäßiger Assistent und Verwalter einer wissenschaftlichen Assistentenstelle am Pharmazeutischen Institut. | Salomon wurde am 15. November 1933 entlassen, vermutlich aufgrund seiner jüdischen Religionszugehörigkeit. | Salomon emigrierte in die Niederlande und arbeitete bis 1953 als Chemiker für Unternehmen. Dazwischen war er vom 13. April 1944 bis zum 15. September 1944 in einem niederländischen Lager interniert. | 1953 eröffnete Salomon ein eigenes Chemisches Labor. Im Rahmen eines Wiedergutmachungsverfahrens erreichte er rückwirkend zum 1. Januar 1954 seine Einsetzung in die Rechte eines ordentlichen Professors. Dass dies gegen erheblichen Widerstand auch juristisch durchgesetzt werden musste, belegen drei weitere Akten im Hauptstaatsarchiv. Heuer/Wolf berichten nichts darüber, ob Salomon auch wieder in Deutschland geforscht und gelehrt hat. Er starb am 10. März 1971 in ’s Gravenhage. |
| Theodor Schneider      | 1911 – 1988                            | Wolfgang Schwarz und Jürgen Wolfart zählen Theodor Schneider – neben Wilhelm Magnus und Ruth Moufang – zu den Nichtjuden des Mathematischen Seminars, die „unter den braunen Machthabern zu leiden“ hatten. Schneider war 1933 noch Student und wurde 1934 promoviert. | 1935 wurde Schneider außerplanmäßiger Assistent, war aber dafür zuvor in die Sturmabteilung (SA) eingetreten, weil er sonst für sich keine Chance gesehen habe, eine Stelle an der Universität zu erhalten. Da er jedoch an keinen Veranstaltungen der Organisation teilgenommen habe, habe Scheider als „politisch unzuverlässig“ gegolten. Deshalb sei die Annahme seine Habilitationsschrift 1936 vom Dekan der Fakultät verweigert worden. Außerdem sei ihm 1936 nicht gestattet worden, als Mitglied der Deutschen Delegation zum Internationalen Kongress der Mathematiker nach Oslo zu fahren. | In der Chronik der Johann Wolfgang Goethe-Universität vom März 1939 als „der derzeitige aplm. Assistent des [Mathematischen] Seminars“ erwähnt, der aus der zahlentheoretischen Schule von Carl Ludwig Siegel hervorgegangen sei. Bei dem nach Göttingen gewechselten Siegel wurde Schneider dann Assistent und konnte sich bei ihm 1939 habilitieren. Von 1940 bis 1945 leistete er Kriegsdienst; er war im meteorologischen Dienst eingesetzt, „was ihn aus seiner produktivsten Forschungsphase herausriß“. | Schneider setzte nach 1945 seine akademische Karriere erfolgreich fort. |
| Edmund Speyer          | 1878 – 1942                            | Der 1915 in Frankfurt habilitierte Speyer war seit 1902 Assistent bei einer Vorgängereinrichtung der Universität und ab 1914 Assistent am Chemischen Institut. 1915 wurde er zum Privatdozenten ernannt 1932 zum nichtbeamteten ao. Professor für Organische Chemie. | Am 2. September 1933 Entzug der Lehrbefugnis nach § 3 BBG, 1935 Versetzung in den Ruhestand. | Speyer wurde 1941 in das Ghetto Litzmannstadt in Łódź deportiert und dort am 5. Mai 1942 ermordet. | Anlässlich des 100. Geburtstag der Universität wurde am 17. Oktober 2014 ein Stolperstein für Speyer am Unterweg 22, seiner letzten Adresse in Frankfurt, verlegt. (Lage) 1950 wurde ein Wiedergutmachungsverfahren eingeleitet. |
| Otto Szász             | 1884 – 1952                            | Szász wurde 1914 in Frankfurt in Mathematik habilitiert und im gleichen Jahr zum Privatdozenten ernannt. 1921 erfolgte die Ernennung zum nichtbeamteten ao. Professor. | 1933 Entzug der Lehrbefugnis nach § 3 BBG. | Szász ging 1933 nach Budapest zurück und emigrierte von da aus 1934 in die USA. Er war zunächst Gastprofessor am MIT und 1934/35 Professor an der Brown University. Ab 1936 war er bis zu seinem Karriereende Professor an der University of Cincinnati. | Szász starb am 15. September 1952 während einer Reise in Montreux. 1958 wurde ein Wiedergutmachungsverfahren eingeleitet. |
| Julius von Braun       | 1875 – 1939                            | Von Braun kam 1921 von Berlin als ordentlicher Professor für Chemie und chemische Technologie nach Frankfurt und wurde Direktor des Chemischen Instituts. | 1935 Entpflichtung nach § 4 des Gesetzes über die Entpflichtung und Versetzung von Hochschullehrern aus Anlass des Neuaufbaus des deutschen Hochschulwesens. | Mit Unterstützung aus der Großindustrie konnte von Braun am 1. Oktober 1935 in Heidelberg ein chemisches Forschungsinstitut gründen. | |
| Franz Weidenreich      | 1873 – 1948                            | Nach einer Zwangsemeritierung im Zuge eines ministeriell angeordneten Personalabbaus im Jahre 1924 erhielt Weidenreich 1928 einen unbesoldeten Lehrauftrag in Frankfurt und wurde Leiter des von ihm begründeten Instituts für Physische Anthropologie. 1929 erfolgte seine Ernennung zum Honorarprofessor für Physische Anthropologie und Rassenkunde; er war außerdem am Forschungsinstitut Senckenberg tätig. Vom Sommersemester 1934 an war Weidenreich für eine Gastprofessur in Chicago beurlaubt. | Im Dezember 1935 wurde ihm die Lehrbefugnis entzogen. | Bereits im Frühjahr 1935 war Weidenreich nach China emigriert, wo er als Forscher und Gastprofessor in Peking eine Anstellung fand. Für Ausgrabungen erhielt er ein Stipendium der Rockefeller-Stiftung. 1940 ging Weidenreich in die USA und war dort von 1941 bis 1948 wissenschaftlicher Mitarbeiter am American Museum of Natural History in New York. | Seit 1945 hielt Weidenreich Gastvorlesungen an der University of California. 1950 wurde ein Wiedergutmachungsverfahren eingeleitet. |